# Smash Room
株式会社スマッシュルーム（スマッシュルーム、Smash Room）は、東京都渋谷区に本社を置く、日本の音楽プロダクション。

## 概要
2002年2月14日、様々なアーティストのサポート・プロデュースを行っているギタリスト「西川進」が、東京都渋谷区に設立。
演奏家、作曲家、編曲家、プロデューサーのマネジメントとプロモーション業務を中心として、ライブサポート、レコーディング、テレビ出演、編曲、楽曲提供、ミュージック・ビデオ撮影を通して、アーティストのサポートを提供している。
奥沢に所属ミュージシャンによる音楽スクール「Smash Room School」を開設。

## 所属演奏家・作曲家・編曲家

### Guitar
- 西川進
- 浜口高知
- 塚本史郎
- 鈴木崇仁
- 磯貝真由
- 三澤平和
- イイダケイスケ
- 白須賀悟
- 上田將

### Bass
- FIRE
- 小島剛弘
- 黒田元浩
- 平元純平
- 浅倉高昭

### Keyboard
- 阿部雅宏
- 藤井洋
- モチヅキヤスノリ
- JOE

### Drums
- 石井悠也
- 杉村良介
- タナカジュン
- 小宮山斉
- 関口孝夫
- 早藤寿美子

### Chorus
- 夏野カレン

### Violin
- MIZ

### Brass
- 原田知斉

### creator
- Souma
- 阿瀬さとし
- KAB
- 二木元太郎
- SiN
- 岡田光司
- 工藤こうじろう
- 青山シゲル
- 坂本夏樹